# 山陽自動車道
山陽自動車道（さんようじどうしゃどう、英語: SANYO EXPWY）は、兵庫県神戸市北区を起点に、岡山県、広島県を経由して山口県の下関市へと至る高速道路（高速自動車国道）。略称は山陽道（さんようどう）。
高速道路ナンバリングによる路線番号は、広島岩国道路・小郡道路・山口宇部道路（嘉川インターチェンジ (IC) - 宇部ジャンクション (JCT) 間）とともに「E2」が割り振られている。

## 概要
1997年（平成9年）12月10日に全線開通した本線（神戸JCT - 山口JCT）のほかに木見支線（三木JCT - 神戸西IC）、倉敷早島支線（倉敷JCT - 早島IC）、宇部下関線（宇部JCT - 下関JCT）が開通している。本線はアジアハイウェイ1号線「AH1」の一部である。
山陽地方を東西に貫く高速道路であり、瀬戸内海沿いを走るが、全般的に海岸線よりやや内陸寄りを走っているため、海の見える区間は少ない。路線の大半は山陽新幹線と並行している。また全線が国道2号および旧山陽道の路線にほぼ沿って造られている（ただし神戸市 - 姫路市にかけては内陸部を通過しており、国道2号からやや離れている）。
山陽自動車道は先行して開通した中国自動車道に比べ計画〜着工の時期が10年以上も遅れたため、その間の道路建設技術の向上もあって急勾配や極端に半径の小さい急カーブは極力抑えられている。平地が比較的少ない山陽地方西部を中心に、山地部区間などでは高架橋や距離の長いトンネルが連続する。このような区間では建設費抑制の観点から、路肩部分の幅を1.25メートル (m) に抑えたため、良好な道路線形ではあっても最高速度が80 km/hに抑制されている（詳細は後述）。一方で、平野部の大半区間では低コストな盛土や切り通しで建設され、路肩幅が十分 (2.5 m) 確保されたこともあって、最高速度100 km/hで走行できる。そのため、最高速度が吹田JCT - 宝塚ICを除く全線で80 km/h以下に抑えられている中国道よりも走りやすく、山陽道の全線開通に伴い、利用車が中国道から山陽道に移行している。

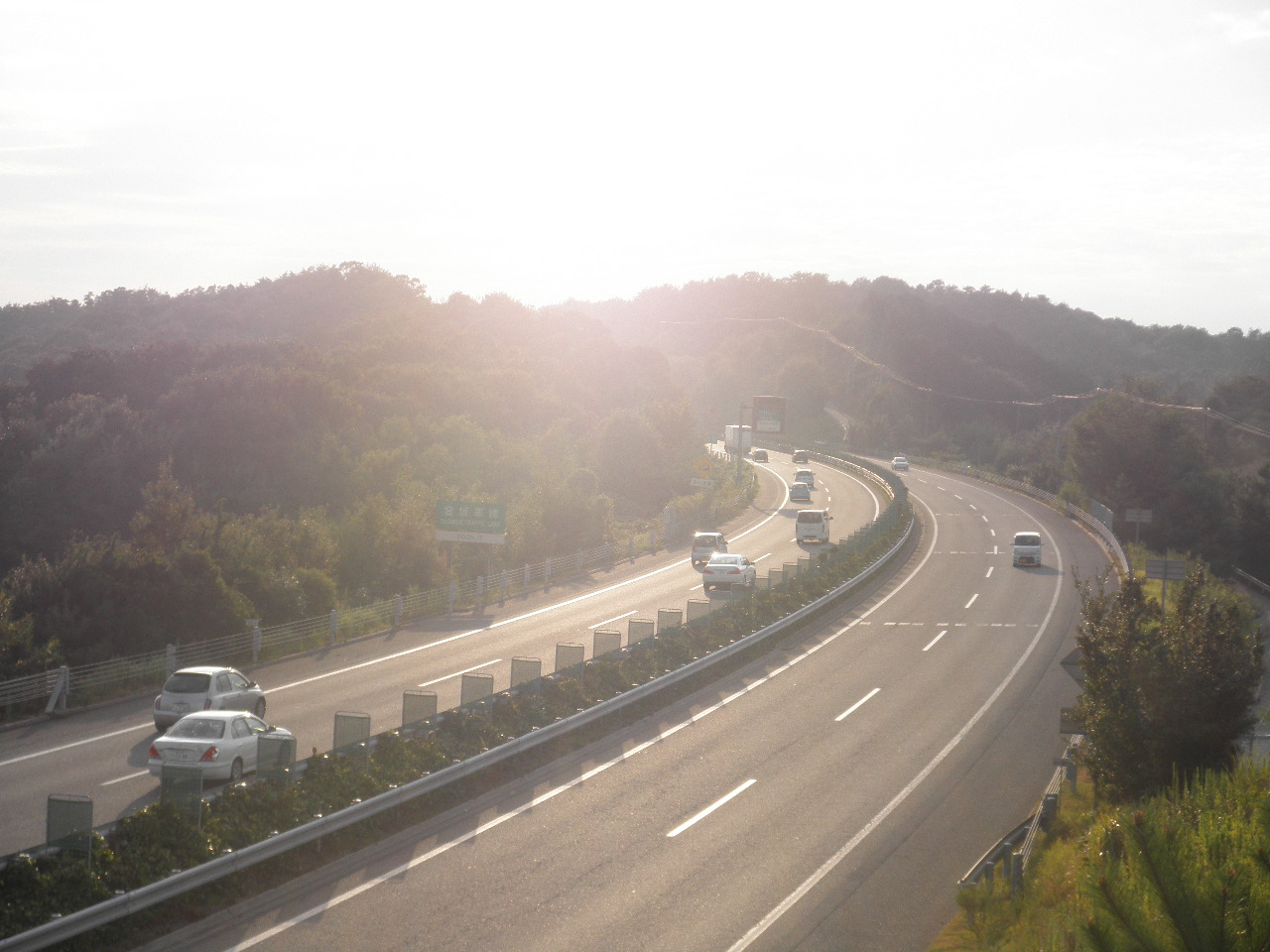
兵庫県三木市久留美
三木サービスエリア付近

廿日市JCTと大竹JCTの間は厳密には山陽道ではなく、山陽自動車道に並行する国道2号自動車専用道路の広島岩国道路であるが、山陽自動車道本線と一体的に運用されている。なお、広島岩国道路建設における裁判において、国はこの区間に山陽道を別路線として建設すると明言したが現時点で建設される予定はなく、計画は事実上消滅している。また、道路公団民営化の過程で全国路線網に組み込まれたにもかかわらず、距離料金単価は山陽道本線の1.6倍に据え置かれているため、沿線からは不満の声があがっている。
宇部下関線は2001年（平成13年）3月11日に開通した。全区間暫定2車線のため最高速度70 km/hに規制されている。これと同時に小郡道路（山口南IC - 嘉川IC、国道2号自動車専用道路・無料区間）と山口宇部道路（嘉川IC - 宇部JCT、主要地方道山口宇部線）が並行路線に指定され、国幹道法に基づく高規格幹線道路としての山陽自動車道のネットワークは完成した。しかし小郡道路・山口宇部道路でつながっている山口南IC - 宇部JCTは高速自動車国道の路線を指定する政令で指定されていない予定路線区間となっており、山陽道としての基本計画は出されていない。
2023年（令和5年）9月5日に播磨JCT - 赤穂ICの間にある尼子山トンネルで大型トラックが炎上し、脇を通り抜けようとしていた後続車がブレーキをかけるなどして車9台が絡む追突事故が相次いで発生し、最終的に23台が焼け鎮火に40時間を要する惨事となった（尼子山トンネル多重衝突炎上事故）。上下線の龍野西IC - 赤穂IC間で通行止となっていたが、同月11日に上り線（神戸方面）の通行止は解除された。しかし、下り線（岡山・広島方面）に関してはトンネルの損傷が甚大であり復旧までの見通しが立っておらず、播磨JCT - 赤穂IC（下り線）について長期通行止を余儀なくされていた。通行止に伴い迂回路となる国道2号（特に相生市・赤穂市内）の混雑が激しくなっていることから、NEXCO西日本では中国自動車道と播磨自動車道・岡山自動車道などを利用した広域迂回を呼び掛けていた。
同年内の12月15日、復旧作業完了に伴い播磨JCT - 赤穂IC（下り線）の通行止が102日ぶりに解除された。

### 路線名・道路名

#### 国土開発幹線自動車道
国土開発幹線自動車道建設法に基づく、国土開発幹線自動車道（国幹道）としての山陽自動車道は以下のとおりとされている。
| 起点   | 主たる経過地                                                         | 終点   |
| ------ | -------------------------------------------------------------------- | ------ |
| 吹田市 | 神戸市付近 姫路市付近 岡山市付近 広島市 岩国市付近 山口市 宇部市付近 | 下関市 |

#### 高速自動車国道
高速自動車国道の路線を指定する政令に基づく、高速自動車国道としての山陽自動車道は、以下の2路線からなる。
| 路線名     | 起点   | 重要な経過地 | 終点   |
| ---------- | ------ | --- | ------ |
| 吹田山口線 | 吹田市 | 豊中市 池田市 川西市 伊丹市 宝塚市 西宮市 神戸市 三木市 加古川市 姫路市 たつの市 相生市 赤穂市 備前市 赤磐市 岡山市 倉敷市 浅口市 笠岡市 福山市 尾道市 三原市 竹原市 東広島市 広島市 廿日市市 大竹市 岩国市 下松市 周南市 防府市 | 山口市 |
| 宇部下関線 | 宇部市 | 山陽小野田市 | 下関市 |

これらについて、営業中路線の道路名に区分すると以下のようになる。
| 路線名     | 道路名           | 区間                | 備考                                 |
| ---------- | ---------------- | ------------------- | ------------------------------------ |
| 吹田山口線 | E2A 中国自動車道 | 吹田JCT - 神戸JCT   | 中国縦貫自動車道との重複区間         |
| 吹田山口線 | E2 山陽自動車道  | 神戸JCT - 廿日市JCT |                                      |
| 吹田山口線 | E2 広島岩国道路  | 廿日市JCT - 大竹JCT | 山陽自動車道に並行する自動車専用道路 |
| 吹田山口線 | E2 山陽自動車道  | 大竹JCT - 山口JCT   |                                      |
| 宇部下関線 | E2 山陽自動車道  | 宇部JCT - 下関JCT   |                                      |

また、上記の他に本州四国連絡道路への接続路線として以下の2つの支線が存在する。これらも営業上は「山陽自動車道」の道路名で案内される。
- E2 木見支線 : 三木JCT - 神戸西IC
- E2 倉敷早島支線 : 倉敷JCT - 早島IC

なお、木見支線の「木見」は、神戸西IC付近の地名である神戸市西区押部谷町木見に由来している。
さらに、吹田山口線と宇部下関線の間（山口市 - 宇部市）間を結ぶ、山陽自動車道に並行する自動車専用道路として
- E2 小郡道路：山口南IC - 嘉川IC
- E2 山口宇部道路：嘉川IC - 宇部JCT

が存在する。
以下では、特記がない場合は道路名としての山陽自動車道の区間について述べる。

### 規格
- 道路構造令
  - 第1種第2級（神戸JCT - 龍野西IC/SA・岡山IC - 福山西IC・広島東IC/JCT - 廿日市JCT・玖珂IC - 山口南IC・三木JCT - 神戸西IC・宇部JCT - 下関JCT）
  - 第1種第3級（上記を除く区間）
- 設計速度
  - 100 km/h（神戸JCT - 龍野西IC/SA・岡山IC - 福山西IC・広島東IC/JCT - 廿日市JCT・玖珂IC - 山口南IC・三木JCT - 神戸西IC・宇部JCT - 下関JCT）
  - 80 km/h（上記を除く区間）
- 車線数 : 4車線（一部区間5 - 6車線区間あり、宇部下関線は暫定2車線）

## インターチェンジなど
- IC番号欄の背景色が■である区間は既開通区間に存在する。
施設欄の背景色が■である区間は未開通区間または未供用施設に該当する。
- スマートインターチェンジ (SIC) 等のETC専用ICは背景色■で示す。
- 路線名の特記がないものは市道。
- バスストップ (BS) のうち、○/●は運用中、◆は休止中の施設。無印はBSなし。
△はIC施設外に高速バス用のバス停があることを示す。（うち、岩国ICには料金所外側のランプウェイ上に使用していないバス停がある）
高坂PAの☆は高速バス同士の乗継専用のバス停で、高速道路外への出入りはできない。
- 英略字は以下の項目を示す。
IC：インターチェンジ、SIC：スマートインターチェンジ、JCT：ジャンクション、SA：サービスエリア、PA：パーキングエリア、TB：本線料金所、BS：バスストップ、TN：トンネル

### 本線
| IC 番号            | 施設名                    | 接続路線名 | 起点 から (km) | BS | 備考                                                | 備考                                                | 所在地 | 所在地        | 所在地        |
| ------------------ | ------------------------- | --- | -------------- | -- | --------------------------------------------------- | --------------------------------------------------- | ------ | ------------- | ------------- |
| E1A 新名神高速道路 |                           | |                |    |                                                     |                                                     |        |               |               |
| 5-1                | 神戸JCT                   | E2A 中国自動車道 | 0.0            | -  |                                                     |                                                     | 兵庫県 | 神戸市 北区   | 神戸市 北区   |
| -                  | 八多BS                    | - | 2.4            | ○  |                                                     |                                                     | 兵庫県 | 神戸市 北区   | 神戸市 北区   |
| 1                  | 神戸北IC                  | 六甲北有料道路 | 2.5            |    |                                                     |                                                     | 兵庫県 | 神戸市 北区   | 神戸市 北区   |
| -                  | 淡河PA                    | - | 7.2            |    |                                                     |                                                     | 兵庫県 | 神戸市 北区   | 神戸市 北区   |
| -                  | 淡河BS                    | - | 12.2           | ○  |                                                     |                                                     | 兵庫県 | 神戸市 北区   | 神戸市 北区   |
| 2                  | 三木JCT                   | E2 山陽自動車道 木見支線 （E28 神戸淡路鳴門自動車道方面）                                                              | 15.3           | -  |                                                     |                                                     | 兵庫県 | 三木市        | 三木市        |
| -                  | 志染BS                    | - | 16.5           | ○  |                                                     |                                                     | 兵庫県 | 三木市        | 三木市        |
| 3                  | 三木東IC                  | 県道85号神戸加東線 | 17.9           |    |                                                     |                                                     | 兵庫県 | 三木市        | 三木市        |
| -                  | 久留美BS                  | - | 23.0           | ○  |                                                     |                                                     | 兵庫県 | 三木市        | 三木市        |
| -                  | 三木SA/SIC                | - | 25.4           |    | SICは2025年度供用開始予定                           | SICは2025年度供用開始予定                           | 兵庫県 | 三木市        | 三木市        |
| 4                  | 三木小野IC                | 国道175号（三木バイパス）                                                                                              | 27.6           |    |                                                     |                                                     | 兵庫県 | 三木市        | 三木市        |
| -                  | 小野BS                    | - | 30.0           | ◆  |                                                     |                                                     | 兵庫県 | 小野市        | 小野市        |
| -                  | 権現湖PA                  | - | 36.0 36.5      | ◆  | 上り線 神戸・大阪方面 下り線 岡山方面               | 上り線 神戸・大阪方面 下り線 岡山方面               | 兵庫県 | 加古川市      | 加古川市      |
| 5                  | 加古川北IC                | 県道723号加古川北インター線 県道43号高砂北条線（県道723号経由）                                                        | 41.1           |    |                                                     |                                                     | 兵庫県 | 加古川市      | 加古川市      |
| -                  | 飾東BS                    | - | 46.3           | ◆  |                                                     |                                                     | 兵庫県 | 姫路市        | 姫路市        |
| 6                  | 山陽姫路東IC              | 国道372号 E95 播但連絡道路                                                                                             | 49.7           |    | 播但連絡道路のIC番号は3                             | 播但連絡道路のIC番号は3                             | 兵庫県 | 姫路市        | 姫路市        |
| -                  | 白鳥PA                    | - | 60.5 61.5      | ◆  | 上り線 神戸方面 下り線 岡山方面                     | 上り線 神戸方面 下り線 岡山方面                     | 兵庫県 | 姫路市        | 姫路市        |
| 7                  | 山陽姫路西IC              | 国道29号 （姫路西バイパス）（姫路北バイパス）                                                                          | 62.6           |    |                                                     |                                                     | 兵庫県 | 姫路市        | 姫路市        |
| 8                  | 龍野IC                    | 県道29号網干たつの線                                                                                                   | 69.2           | ◆  |                                                     |                                                     | 兵庫県 | たつの市      | たつの市      |
| 9                  | 龍野西IC                  | 県道93号竜野西インター線 県道121号たつの相生線                                                                         | 73.7           |    | ICから龍野西SAの利用不可                            | ICから龍野西SAの利用不可                            | 兵庫県 | たつの市      | たつの市      |
| -                  | 龍野西SA                  | - | 73.9           |    |                                                     |                                                     | 兵庫県 | たつの市      | たつの市      |
| 9-1                | 播磨JCT                   | E29 播磨自動車道 | 75.1           | -  |                                                     |                                                     | 兵庫県 | たつの市      | たつの市      |
| -                  | 相生BS                    | - | 78.1           | ◆  |                                                     |                                                     | 兵庫県 | 相生市        | 相生市        |
| 10                 | 赤穂IC                    | 県道96号岡山赤穂線 | 88.3           | ◆  |                                                     |                                                     | 兵庫県 | 赤穂市        | 赤穂市        |
| -                  | 福石PA                    | - | 95.1           |    |                                                     |                                                     | 岡山県 | 備前市        | 備前市        |
| 11                 | 備前IC                    | 国道2号 | 98.8           | ◆  | 岡山ブルーラインに接続                              | 岡山ブルーラインに接続                              | 岡山県 | 備前市        | 備前市        |
| 12                 | 和気IC                    | 国道374号 | 109.1          |    |                                                     |                                                     | 岡山県 | 和気郡 和気町 | 和気郡 和気町 |
| -                  | 瀬戸PA                    | - | 116.8 117.6    |    | 上り線 神戸方面 下り線 広島・坂出方面               | 上り線 神戸方面 下り線 広島・坂出方面               | 岡山県 | 岡山市 東区   | 岡山市 東区   |
| 12-1               | 瀬戸JCT                   | 美作岡山道路（事業中）                                                                                                 |                | -  | 事業中                                              | 事業中                                              | 岡山県 | 岡山市 東区   | 岡山市 東区   |
| 13                 | 山陽IC                    | 県道37号西大寺山陽線                                                                                                   | 123.2          | △  |                                                     |                                                     | 岡山県 | 赤磐市        | 赤磐市        |
| 14                 | 岡山IC                    | 国道53号（岡山北バイパス）                                                                                             | 136.8          | △  |                                                     |                                                     | 岡山県 | 岡山市 北区   | 岡山市 北区   |
| 14-1               | 吉備SA/SIC                | 県道238号上芳賀岡山線（市道経由） 県道61号妹尾御津線（市道経由） 国道180号（総社・一宮バイパス）（市道経由）（事業中） | 138.5          |    | スマートICは6時 - 22時                              | スマートICは6時 - 22時                              | 岡山県 | 岡山市 北区   | 岡山市 北区   |
| 15                 | 岡山JCT                   | E73 岡山自動車道 | 143.9          | -  |                                                     |                                                     | 岡山県 | 岡山市 北区   | 岡山市 北区   |
| 16                 | 倉敷JCT                   | E2 山陽自動車道 倉敷早島支線 （E30 瀬戸中央自動車道方面）                                                              | 150.3          | -  |                                                     |                                                     | 岡山県 | 倉敷市        | 倉敷市        |
| 17                 | 倉敷IC                    | 国道429号 | 152.4          |    |                                                     |                                                     | 岡山県 | 倉敷市        | 倉敷市        |
| 18                 | 玉島IC                    | 県道54号倉敷美袋線 国道2号（玉島バイパス）（県道54号経由）                                                             | 161.9          |    |                                                     |                                                     | 岡山県 | 倉敷市        | 倉敷市        |
| -                  | 道口PA                    | - | 166.5          |    |                                                     |                                                     | 岡山県 | 倉敷市        | 倉敷市        |
| 19                 | 鴨方IC                    | 県道155号鴨方矢掛線 | 171.9          |    |                                                     |                                                     | 岡山県 | 浅口市        | 浅口市        |
| 20                 | 笠岡IC                    | 県道34号笠岡井原線 | 180.1          |    |                                                     |                                                     | 岡山県 | 笠岡市        | 笠岡市        |
| -                  | 篠坂PA/SIC                | - | 185.4          |    | SICは2025年度供用開始予定                           | SICは2025年度供用開始予定                           | 岡山県 | 笠岡市        | 笠岡市        |
| 21                 | 福山東IC/救急車緊急退出路 | 国道182号 福山環状道路（計画路線）                                                                                     | 191.7          |    | 福山市民病院に接続                                  | 福山市民病院に接続                                  | 広島県 | 福山市        | 福山市        |
| -                  | 千田BS                    | - | 194.4          | ○  |                                                     |                                                     | 広島県 | 福山市        | 福山市        |
| 21-1               | 福山SA/SIC                | 県道463号津之郷山守線（市道経由）                                                                                      | 200.3 200.5    |    | スマートICは6時 - 22時 KPは上段 上り線、下段 下り線 | スマートICは6時 - 22時 KPは上段 上り線、下段 下り線 | 広島県 | 福山市        | 福山市        |
| -                  | 福山本郷BS                | - | 207.6          | ○  |                                                     |                                                     | 広島県 | 福山市        | 福山市        |
| 22                 | 福山西IC                  | E76 尾道福山自動車道 国道2号（松永道路）                                                                               | 208.7          |    |                                                     |                                                     | 広島県 | 福山市        | 福山市        |
| 22-1               | 尾道JCT                   | E54 尾道自動車道 E76 西瀬戸自動車道                                                                                    | 213.0          | -  |                                                     |                                                     | 広島県 | 尾道市        | 尾道市        |
| 23                 | 尾道IC                    | 国道184号 | 214.5          |    |                                                     |                                                     | 広島県 | 尾道市        | 尾道市        |
| -                  | 八幡PA                    | - | 222.3 222.5    |    | 下り線 広島・北九州方面 上り線 岡山方面             | 下り線 広島・北九州方面 上り線 岡山方面             | 広島県 | 三原市        | 三原市        |
| 24                 | 三原久井IC                | 国道486号 県道25号三原東城線                                                                                           | 227.2          |    |                                                     |                                                     | 広島県 | 三原市        | 三原市        |
| -                  | 高坂PA                    | - | 231.3          | ☆  | BSは乗継専用                                        | BSは乗継専用                                        | 広島県 | 三原市        | 三原市        |
| 24-1               | 本郷IC                    | 県道82号広島空港本郷線 福山本郷道路（計画路線）                                                                        | 238.4          |    |                                                     |                                                     | 広島県 | 三原市        | 三原市        |
| 25                 | 河内IC                    | 国道432号 県道73号広島空港線 広島中央フライトロード                                                                    | 246.7          | △  |                                                     |                                                     | 広島県 | 東広島市      | 東広島市      |
| -                  | 小谷SA                    | - | 249.7 250.0    |    | 下り線 広島・北九州方面 上り線 福山・岡山方面       | 下り線 広島・北九州方面 上り線 福山・岡山方面       | 広島県 | 東広島市      | 東広島市      |
| 25-1               | 高屋JCT/IC                | E75 東広島呉自動車道 東広島高田道路                                                                                    | 252.6          | -  |                                                     |                                                     | 広島県 | 東広島市      | 東広島市      |
| 26                 | 西条IC                    | 国道375号（御薗宇バイパス） 県道59号東広島本郷忠海線                                                                   | 257.8          |    |                                                     |                                                     | 広島県 | 東広島市      | 東広島市      |
| -                  | 八本松SIC                 | | 262.4          |    | 事業中 2026年度末までに開設予定                     | 事業中 2026年度末までに開設予定                     | 広島県 | 東広島市      | 東広島市      |
| 27                 | 志和IC                    | 県道83号志和インター線                                                                                                 | 268.7          | ◆  |                                                     |                                                     | 広島県 | 東広島市      | 東広島市      |
| -                  | 奥屋PA                    | - | 270.9          |    |                                                     |                                                     | 広島県 | 東広島市      | 東広島市      |
| 28 28-1            | 広島東IC                  | 広島高速1号線 県道70号広島中島線                                                                                       | 279.3          | ○  | IC番号28-1は都市高速広島東IC                        | IC番号28-1は都市高速広島東IC                        | 広島県 | 広島市        | 東区          |
| -                  | 高陽SIC                   | | 282.3          |    | 準備段階調査                                        | 準備段階調査                                        | 広島県 | 広島市        | 安佐北区      |
| 29                 | 広島IC                    | 国道54号（祇園新道） 広島北道路（候補路線）                                                                            | 285.6          |    |                                                     |                                                     | 広島県 | 広島市        | 安佐南区      |
| 29-1               | 沼田PA/SIC                | 市道安佐南4区431号線                                                                                                   | 291.2          | ○  |                                                     |                                                     | 広島県 | 広島市        | 安佐南区      |
| 30                 | 広島JCT                   | E74 広島自動車道 | 293.1          | -  |                                                     |                                                     | 広島県 | 広島市        | 安佐南区      |
| -                  | JCT（名称未定）           | 広島高速4号線（計画路線）                                                                                              |                |    | 計画中                                              | 計画中                                              | 広島県 | 広島市        | 安佐南区      |
| 31                 | 五日市IC                  | 県道71号広島湯来線 草津沼田道路（計画路線）                                                                            | 296.0          |    |                                                     |                                                     | 広島県 | 広島市        | 佐伯区        |
| 31-1               | 宮島SA/SIC                | 国道433号（市道経由）                                                                                                  | 306.2          |    |                                                     |                                                     | 広島県 | 廿日市市      | 廿日市市      |
| 32                 | 廿日市JCT                 | E2 広島岩国道路 | 310.3          | -  |                                                     | E2 広島岩国道路                                     | 広島県 | 廿日市市      | 廿日市市      |
| 32-2               | 大野IC                    | 県道289号栗谷大野線 | 315.0          |    |                                                     | E2 広島岩国道路                                     | 広島県 | 廿日市市      | 廿日市市      |
| 32-3               | 大竹IC                    | 国道2号（現道） | 323.3          |    |                                                     | E2 広島岩国道路                                     | 広島県 | 大竹市        | 大竹市        |
| 33                 | 大竹JCT 大竹西IC          | 国道2号 岩国大竹道路（事業中）                                                                                         | 324.0          | -  |                                                     | E2 広島岩国道路                                     | 広島県 | 大竹市        | 大竹市        |
| 34                 | 岩国IC                    | 国道2号 県道1号岩国大竹線                                                                                              | 332.6          | △  |                                                     |                                                     | 山口県 | 岩国市        | 岩国市        |
| -                  | 玖珂PA                    | - | 344.2          |    |                                                     |                                                     | 山口県 | 岩国市        | 岩国市        |
| 35                 | 玖珂IC                    | 県道70号柳井玖珂線 | 346.7          | ○  |                                                     |                                                     | 山口県 | 岩国市        | 岩国市        |
| 36                 | 熊毛IC                    | 県道8号徳山光線 | 358.9          | ○  |                                                     |                                                     | 山口県 | 周南市        | 周南市        |
| -                  | 下松SA                    | - | 364.8          |    |                                                     |                                                     | 山口県 | 下松市        | 下松市        |
| 37                 | 徳山東IC                  | 国道2号（周南バイパス）                                                                                                | 370.7          | ○  |                                                     |                                                     | 山口県 | 周南市        | 周南市        |
| 38                 | 徳山西IC                  | 国道2号 | 388.8          |    |                                                     |                                                     | 山口県 | 周南市        | 周南市        |
| -                  | 富海PA                    | - | 392.3          |    |                                                     |                                                     | 山口県 | 防府市        | 防府市        |
| 39                 | 防府東IC                  | 国道2号（防府バイパス）                                                                                                | 401.3          |    | 大竹JCT方面出入口                                   | 大竹JCT方面出入口                                   | 山口県 | 防府市        | 防府市        |
| 40                 | 防府西IC                  | 国道2号（防府バイパス）                                                                                                | 404.6          | △  | 山口JCT方面出入口                                   | 山口JCT方面出入口                                   | 山口県 | 防府市        | 防府市        |
| -                  | 佐波川SA                  | - | 407.2 407.5    |    | 上り線 広島方面 下り線 北九州方面                   | 上り線 広島方面 下り線 北九州方面                   | 山口県 | 防府市        | 防府市        |
| 41                 | 山口南IC                  | 国道2号 E2 小郡道路 | 413.3          |    |                                                     |                                                     | 山口県 | 山口市        | 山口市        |
| 33                 | 山口JCT                   | E2A 中国自動車道 | 418.7          | -  | キロポストは419.5KPまで                             | キロポストは419.5KPまで                             | 山口県 | 山口市        | 山口市        |

### 木見支線
- 全区間兵庫県内に所在。
- キロポストの数字の前には「神」がついている。

| IC 番号                  | 施設名   | 接続路線名         | 起点 から (km) | BS | 備考                                  | 所在地      |
| ------------------------ | -------- | ------------------ | -------------- | -- | ------------------------------------- | ----------- |
| 2                        | 三木JCT  | E2 本線            | 0.0            | -  | キロポストは0.4KPから                 | 三木市      |
| -                        | 神戸西TB | -                  | 9.5            | -  | キロポストは9.5KPまで 三木JCT方面のみ | 神戸市 西区 |
| 1                        | 神戸西IC | 県道22号神戸三木線 | 9.7            |    | キロポストは9.5KPまで                 | 神戸市 西区 |
| E28 神戸淡路鳴門自動車道 |          |                    |                |    |                                       |             |

### 倉敷早島支線
- 全区間岡山県内に所在。

| IC 番号              | 施設名    | 接続路線名              | 起点 から (km) | BS | 備考                  | 所在地        |
| -------------------- | --------- | ----------------------- | -------------- | -- | --------------------- | ------------- |
| 16                   | 倉敷JCT   | E2 本線                 | 0.0            | -  | キロポストは0.4KPから | 倉敷市        |
| 1                    | 早島IC/TB | 国道2号（岡山バイパス） | 3.3            | ◆  | TBは倉敷JCT方面のみ   | 都窪郡 早島町 |
| E30 瀬戸中央自動車道 |           |                         |                |    |                       |               |

### 宇部下関線
- 全区間山口県内に所在。

| IC 番号 | 施設名   | 接続路線名                    | 起点 から (km) | BS | 備考                   | 所在地       |
| ------- | -------- | ----------------------------- | -------------- | -- | ---------------------- | ------------ |
| 42      | 宇部JCT  | E2 山口宇部道路               | 0.0            | -  |                        | 宇部市       |
| -       | 宇部TB   | -                             | 2.9            | -  |                        | 宇部市       |
| 43      | 宇部IC   | 国道490号                     | 3.1            | ○  |                        | 宇部市       |
| 44      | 小野田IC | 県道71号小野田山陽線          | 13.2           | ○  |                        | 山陽小野田市 |
| -       | 周防灘PA | -                             | 20.6           | ◆  |                        | 山陽小野田市 |
| 45      | 埴生IC   | 国道2号（厚狭・埴生バイパス） | 22.7           |    |                        | 山陽小野田市 |
| 35-2    | 下関JCT  | E2A 中国自動車道              | 28.1           | -  | キロポストは28.6KPまで | 下関市       |

## 歴史
- 1966年（昭和41年）7月1日 : 国土開発幹線自動車道建設法において、山陽自動車道（起点：吹田市、終点：山口市、主たる経過地：神戸市附近 姫路市附近 岡山市附近 広島市附近 岩国市附近）が国幹道の予定路線に定められる。
- 1971年（昭和46年）
  - 6月1日 : 第21回国土開発幹線自動車道建設審議会（以下国幹審）において、姫路 - 廿日市間（延長：262km、事業費：3,310億円、連結位置：姫路市 竜野市 相生市 赤穂市 備前市 和気町 山陽町 岡山市 倉敷市 鴨方町 笠岡市 福山市 尾道市 三原市 河内町 西条町 志和町 安芸町 佐東町 五日市町 廿日市町 付近）、岩国 - 山口間（延長：88km、事業費：1,000億円、連結位置：岩国市 玖珂町 熊毛町 徳山市 防府市 山口市 付近）の基本計画が策定。[27][28][29]
  - 6月8日 : 高速自動車国道の路線を指定する政令（第6次改正）において、山陽自動車道姫路廿日市線（起点：姫路市、終点：広島県佐伯郡廿日市町、重要な経過地：竜野市 相生市 赤穂市 備前市 岡山市 倉敷市 笠岡市 福山市 尾道市 三原市 広島県賀茂郡西条町 広島市）、山陽自動車道岩国山口線（起点：岩国市、終点：山口市、重要な経過地：下松市 徳山市 新南陽市 防府市）が高速自動車国道の路線として指定される。
- 1972年（昭和47年）
  - 6月20日 : 第22回国幹審において、西宮 - 姫路間（延長：58km、事業費：940億円、連結位置：神戸市 三木市 加古川市）の基本計画と、姫路 - 備前間（延長：53km、事業費：870億円、連結位置：姫路市 姫路市 竜野市 相生市 赤穂市 備前市）、倉敷 - 福山間（延長：48km、事業費：860億円、連結位置：倉敷市および船穂町 鴨方町 笠岡市 福山市 福山市）、志和 - 佐東間（延長：15km、事業費：330億円、連結位置：志和町 安芸町 佐東町）、徳山 - 山口間（延長：32km、事業費：570億円、連結位置：徳山市 防府市 山口市）の整備計画が策定。整備計画区間については同日施行命令が交付。[30]
  - 6月30日 : 高速自動車国道の路線を指定する政令（第7次改正）において、山陽自動車道姫路廿日市線に代わり、山陽自動車道吹田廿日市線（起点：吹田市、終点：広島県佐伯郡廿日市町、重要な経過地：豊中市 池田市 伊丹市 川西市 宝塚市 西宮市 神戸市 三木市 加古川市竜野市 相生市 赤穂市 備前市 岡山市 倉敷市 笠岡市 福山市 尾道市 三原市 広島県賀茂郡西条町 広島市）が高速自動車国道の路線として指定される。
- 1973年（昭和48年）10月19日 : 第23回国幹審において、岡山 - 倉敷間（延長：25km、事業費：580億円、連結位置：岡山市 倉敷市 倉敷市）、広島 - 廿日市間（延長：25km、事業費：750億円、連結位置：五日市町 廿日市町）、玖珂 - 徳山間（延長：41km、事業費：880億円、連結位置：玖珂町 熊毛町 徳山市）の整備計画が策定。同日施行命令が交付。[31]
- 1975年（昭和50年）3月12日 : 姫路市・竜野市・揖保川町の沿線住民が、環境問題を理由に山陽自動車道の新設認可処分の取り消しを求める訴訟を提起[32]。
- 1978年（昭和53年）11月21日 : 第25回国幹審において、廿日市 - 岩田間（延長：26km）の基本計画と、河内 - 志和間（延長：22km、事業費：570億円、連結位置：河内町 東広島市）、岩国 - 玖珂間（延長：14km、事業費：560億円、連結位置：岩国市）の整備計画が策定。整備計画区間については同日施行命令が交付。[33]
- 1979年（昭和54年）2月27日 : 高速自動車国道の路線を指定する政令（第7次改正）において、山陽自動車道吹田廿日市線に代わり、山陽自動車道（起点：吹田市、終点：山口市、重要な経過地：豊中市 池田市 伊丹市 川西市 宝塚市 西宮市 神戸市 三木市 加古川市 姫路市 龍野市 相生市 赤穂市 備前市 岡山市 倉敷市 笠岡市 福山市 尾道市 三原市 東広島市 広島市 広島県佐伯郡廿日市町 大竹市 岩国市）が高速自動車国道の路線として指定される。
- 1981年（昭和56年）1月30日 : 姫路地区の建設認可取消訴訟の控訴が棄却。[34]
- 1982年（昭和57年）
  - 1月20日 : 第26回国幹審において、神戸 - 三木間（延長：27km、事業費：810億円、インターチェンジ数：3）、備前 - 岡山間（延長：38km、事業費：1,630億円、インターチェンジ数：2）、福山西 - 河内間（延長：38km、事業費：1,490億円、インターチェンジ数：2）の整備計画が策定。福山西 - 河内間については同日施行命令が交付。[35]
  - 3月30日 : 竜野西IC - 備前IC間（25.1km、4車線、事業費856億円）が開通。[36][37]
- 1984年（昭和59年）11月 : 神戸 - 三木間の施行命令が交付。
- 1985年（昭和60年）
  - 2月13日 : 備前 - 岡山間の施行命令が交付。
  - 3月20日 : 広島JCT - 五日市IC間（3.0km、4車線、事業費187億円）が開通。[38]
- 1986年（昭和61年）
  - 1月21日 : 第27回国幹審において、三木 - 姫路間（延長：22km、事業費：830億円）の整備計画が策定。[39][40]
  - 3月27日 : 徳山西IC - 防府東IC間（14.2km、4車線、事業費665億円）が開通。[41][42]
- 1987年（昭和62年）
  - 2月26日 : 五日市IC - 廿日市JCT間と広島岩国道路の廿日市IC - 廿日市JCT間（17.2km、4車線、事業費748億円）が開通。[43]
  - 3月24日 : 志和IC - 広島東IC間（10.4km、4車線、事業費506億円）が開通。[44][45]
  - 12月4日 : 防府東IC - 山口JCT間（16.4km、4車線、事業費693億円）が開通。[46]
  - 12月10日 : 広島岩国道路の廿日市JCT - 大野IC間（4.7km）が開通。
- 1988年（昭和63年）
  - 3月1日 : 倉敷JCT - 福山東IC間と倉敷早島支線の倉敷JCT - 早島IC間（41.4km、4車線、事業費2,343億円）が開通。[47]
  - 3月3日 : 三木 - 姫路間の施行命令が交付。
  - 3月25日 : 広島東IC - 広島IC間（6.4km、4車線、事業費670億円）が開通。[48]
  - 3月29日 : 広島岩国道路の大竹IC - 大竹JCT間と大竹JCT - 岩国IC間（7.7km、4車線、事業費709億円）が開通。[48]
  - 7月27日 : 西条IC - 志和IC間（11.0km、4車線、事業費363億円）が開通。[49][50]
  - 12月7日 : 広島IC - 広島JCT間（7.5km、4車線、事業費544億円）が開通。[51]
- 1989年（平成元年）
  - 1月31日 : 第28回国幹審において、宇部 - 下関間（延長：26km）の基本計画と、三原IC - 河内IC間に本郷IC（いずれも仮称）を追加する変更整備計画が策定。[52][53]
  - 2月17日 : 高速自動車国道の路線を指定する政令（第12次改正）において、山陽自動車道宇部下関線（起点：宇部市、終点：下関市、重要な経過地：小野田市）が高速自動車国道の路線として指定される。
- 1990年（平成2年）
  - 3月30日 : 徳山東IC - 徳山西IC間（18.0km、4車線、事業費1,068億円）が開通。[54][55]
  - 7月31日 : 山陽姫路西IC - 竜野西IC間（11.0km、4車線、事業費636億円）が開通。[56][57]
  - 11月27日 : 広島岩国道路の大野IC - 大竹IC間（8.3km、4車線、事業費414億円）が開通。[58]
  - 11月30日 : 河内IC - 西条IC間（12.0km、4車線、事業費320億円）が開通。[59][60]
  - 12月20日 : 熊毛IC - 徳山東IC間（12.8km、4車線、事業費481億円）が開通。[61][62]
- 1991年（平成3年）
  - 3月16日 : 岡山JCT - 倉敷JCT間と岡山総社支線（現：岡山自動車道）の岡山JCT - 岡山総社IC間（9.8km、岡山JCT以北は2車線・以西は4車線、事業費488億円）が開通。[63][64]
  - 3月20日 : 福山東IC - 福山西IC間（18.2km、4車線、事業費1,129億円）が開通。[63][65]
  - 3月28日 : 山陽姫路東IC - 山陽姫路西IC間（14.2km、4車線、事業費793億円）が開通。[66][67]
  - 12月3日 : 第29回国幹審において、宇部 - 下関間（延長：25km）の整備計画が策定。[68][69]
- 1992年（平成4年）6月25日 : 岩国IC - 熊毛IC間（25.3km、4車線、事業費982億円）が開通。[70][71]
- 1993年（平成5年）
  - 3月31日 : 岡山IC - 岡山JCT間（7.1km、4車線、事業費549億円）が開通。[72]
  - 10月26日 : 福山西IC - 河内IC間（35.8km、4車線、事業費1,841億円）が開通。[73]
  - 11月19日 : 宇部 - 下関間の施行命令が交付。[74]
  - 12月16日 : 備前IC - 岡山IC間（37.3km、4車線、事業費2,037億円）が開通[75]。これにより山陽姫路東IC以西の本線が全通し、播但連絡道路と合わせて中国自動車道のバイパスルートが形成された。
- 1996年（平成8年）11月14日 : 神戸JCT - 三木小野IC間（27.7km、4車線、事業費2,130億円）が開通。[76][77]
- 1997年（平成9年）
  - 3月15日 : 岡山自動車道の岡山総社IC - 北房JCTの開通に伴い岡山総社支線の岡山JCT - 岡山総社ICを岡山自動車道に編入。
  - 12月10日 : 三木小野IC - 山陽姫路東ICが開通し、本線が全線開通。
- 1998年（平成10年）4月5日 : 木見支線の三木JCT - 神戸西ICが開通。
- 2001年（平成13年）
  - 3月11日 : 宇部下関線の宇部JCT - 下関JCTが開通。中国自動車道から本線が山陽自動車道に直通するように改築。
  - 6月27日 : 山口南ICがフルIC化。
- 2003年（平成15年）3月29日 : 播磨JCTの供用により播磨自動車道と接続、同時に竜野から龍野に改称。
- 2004年（平成16年）4月23日 : 富海PA開設。
- 2005年（平成17年）
  - 9月7日 : 台風14号の影響で岩国IC - 玖珂ICの340キロポスト付近で上り線の路面が50メートルにわたって土石流と一緒に流され通行止になる。
  - 12月1日 : 岩国IC - 玖珂ICが復旧。
- 2006年（平成18年）10月16日 : 広島東ICで広島高速1号線に接続。
- 2007年（平成19年）4月1日 : 吉備スマートIC開通。
- 2008年（平成20年）11月11日 : 山口JCTがフルJCT化。中国自動車道大阪方面と接続。
- 2009年（平成21年）4月1日 : 2008年（平成20年）3月2日より社会実験として設置されていた宮島SAスマートインターチェンジが恒久化[78]。
- 2010年（平成22年）
  - 3月14日 : 高屋JCT/ICの供用により東広島呉自動車道および東広島高田道路と接続。
  - 11月27日 : 尾道JCTの供用により尾道自動車道と接続。
- 2012年（平成24年）3月28日 : 山口宇部道路の無料開放に伴い宇部下関線に宇部TB新設。
- 2018年（平成30年）
  - 3月18日 : 神戸JCTで新名神高速道路と接続[79]。
  - 3月21日 : 沼田PAスマートIC供用開始[80]。
  - 3月31日 : 福山SAスマートIC供用開始[81]。
- 2023年（令和5年）
  - 9月5日 : 赤穂IC - 播磨JCT間の尼子山トンネル下り線内でトラックが炎上し後続車が次々と追突、火災が発生し鎮火まで40時間以上を要し、車両23台とトンネル内壁や設備などを焼損。上下線の龍野西IC - 赤穂IC間で通行止め。（概要欄を参照）
  - 9月11日 : 龍野西IC - 赤穂IC間の上り線のみ通行止め解除[82]。
  - 12月15日 : 尼子山トンネル下り線の復旧作業完了により、赤穂IC - 播磨JCT間の下り線通行止めが解除[6]。

## 路線状況

### 車線・最高速度
| 区間                   | 車線   | 車線   | 車線   | 最高速度              | 最高速度          | 設計速度 | 備考 |
| 区間                   | 上下線 | 上り線 | 下り線 | 大型貨物等 三輪・牽引 | 左記を除く車両    | 設計速度 | 備考 |
| 本線                   | 本線   | 本線   | 本線   | 本線                  | 本線              | 本線     | 本線 |
| ---------------------- | ------ | ------ | ------ | --------------------- | ----------------- | -------- | ---- |
| 神戸JCT - 神戸北IC     | 5      | 2      | 3      | 80 km/h               | 100 km/h （法定） | 100 km/h |      |
| 神戸北IC - 龍野西IC/SA | 4      | 2      | 2      | 80 km/h               | 100 km/h （法定） | 100 km/h |      |
| 龍野西IC/SA - 岡山IC   | 4      | 2      | 2      | 80 km/h               | 80 km/h （指定）  | 80 km/h  |      |
| 岡山IC - 倉敷JCT       | 4      | 2      | 2      | 80 km/h               | 100 km/h （法定） | 100 km/h |      |
| 倉敷JCT - 倉敷IC       | 6      | 3      | 3      | 80 km/h               | 100 km/h （法定） | 100 km/h |      |
| 倉敷IC - 福山西IC      | 4      | 2      | 2      | 80 km/h               | 100 km/h （法定） | 100 km/h |      |
| 福山西IC - 広島東IC    | 4      | 2      | 2      | 80 km/h               | 80 km/h （指定）  | 80 km/h  |      |
| 広島東IC - 沼田PA/SIC  | 4      | 2      | 2      | 80 km/h               | 100 km/h （法定） | 100 km/h |      |
| 沼田PA/SIC - 広島JCT   | 6      | 3      | 3      | 80 km/h               | 100 km/h （法定） | 100 km/h |      |
| 広島JCT                | 4      | 2      | 2      | 80 km/h               | 100 km/h （法定） | 100 km/h |      |
| 広島JCT - 五日市IC     | 6      | 3      | 3      | 80 km/h               | 100 km/h （法定） | 100 km/h |      |
| 五日市IC - 廿日市JCT   | 4      | 2      | 2      | 80 km/h               | 100 km/h （法定） | 100 km/h |      |
| 廿日市JCT - 玖珂IC     | 4      | 2      | 2      | 80 km/h               | 80 km/h （指定）  | 80 km/h  |      |
| 玖珂IC - 山口南IC      | 4      | 2      | 2      | 80 km/h               | 100 km/h （法定） | 100 km/h |      |
| 山口南IC - 山口JCT     | 4      | 2      | 2      | 80 km/h               | 80 km/h （指定）  | 80 km/h  |      |
| 木見支線               |        |        |        |                       |                   |          |      |
| 三木JCT - 神戸西IC     | 4      | 2      | 2      | 80 km/h               | 100 km/h （法定） | 100 km/h |      |
| 倉敷早島支線           |        |        |        |                       |                   |          |      |
| 倉敷JCT - 早島IC       | 4      | 2      | 2      | 80 km/h               | 80 km/h （指定）  | 80 km/h  |      |
| 宇部下関線             |        |        |        |                       |                   |          |      |
| 宇部JCT - 下関JCT      | 2      | 1      | 1      | 70 km/h （指定）      | 70 km/h （指定）  | 100 km/h | ※    |

- ※ : 暫定2車線

### サービスエリア・パーキングエリア
山陽自動車道は全区間を通して交通量が多いため、富海PA、周防灘PAを除くすべてのサービスエリア、パーキングエリアに売店があり、
SAは全て24時間営業。PAでも24時間営業を行っているエリア（コンビニを含む）が何ヶ所か存在する。
レストランは福山SA上り線、佐波川SAを除く全てのサービスエリアに設置されている。
ガソリンスタンドは全てのサービスエリアに設置されており、佐波川SA下り線以外は全て24時間営業。なお、給油所があるパーキングエリアはない。

### 主なトンネルと橋

#### 本線
| 区間                      | 構造物名           | 長さ     | 長さ     |
| 区間                      | 構造物名           | 上り線   | 下り線   |
| ------------------------- | ------------------ | -------- | -------- |
| 三木東IC - 三木PA         | 平井トンネル       | 813 m    | 802 m    |
| 権現湖PA - 加古川北IC     | 志方東トンネル     | 764 m    | 759 m    |
| 加古川北IC - 山陽姫路東IC | 志方西トンネル     | 1,059 m  | 1,100 m  |
| 山陽姫路東IC ‐ 白鳥PA     | 城見台トンネル     | 422 m    | 447 m    |
| 山陽姫路東IC ‐ 白鳥PA     | 増位山トンネル     | 1,137 m  | 1,070 m  |
| 山陽姫路東IC ‐ 白鳥PA     | 広峰山トンネル     | 1,606 ｍ | 1,578 ｍ |
| 山陽姫路東IC ‐ 白鳥PA     | 上大野トンネル     | 498 m    |          |
| 山陽姫路東IC ‐ 白鳥PA     | 上大野第一トンネル |          | 113 m    |
| 山陽姫路東IC ‐ 白鳥PA     | 上大野第二トンネル |          | 278 m    |
| 山陽姫路東IC ‐ 白鳥PA     | 御立トンネル       | 1,033 m  | 986 m    |
| 山陽姫路東IC ‐ 白鳥PA     | 書写山第一トンネル | 499 m    | 487 m    |
| 山陽姫路東IC ‐ 白鳥PA     | 書写山第二トンネル | 1,508 m  | 1,502 ｍ |
| 播磨JCT - 赤穂IC          | 相生トンネル       | 517 m    | 540 m    |
| 播磨JCT - 赤穂IC          | 尼子山トンネル     | 622 m    | 592 m    |
| 播磨JCT - 赤穂IC          | 目坂トンネル       | 374 m    | 368 m    |
| 播磨JCT - 赤穂IC          | 清水トンネル       | 450 m    | 443 m    |
| 播磨JCT - 赤穂IC          | 高山トンネル       | 1,386 m  | 1,378 m  |
| 備前IC - 和気IC           | 閑谷トンネル       | 958 m    | 852 m    |
| 備前IC - 和気IC           | 稲坪トンネル       | 283 m    | 279 m    |
| 和気IC - 瀬戸PA           | 福富トンネル       | 1,091 m  | 1,028 m  |
| 和気IC - 瀬戸PA           | 奥吉原トンネル     | 448 m    | 461 m    |
| 和気IC - 瀬戸PA           | 熊山トンネル       | 1,315 m  | 1,273 m  |
| 和気IC - 瀬戸PA           | 勢力トンネル       | 548 m    | 615 m    |
| 和気IC - 瀬戸PA           | 保木トンネル       | 443 m    | 448 m    |
| 瀬戸PA - 山陽IC           | 塩納トンネル       | 476 m    | 532 m    |
| 瀬戸PA - 山陽IC           | 龍王山トンネル     | 1,531 m  | 1,528 m  |
| 山陽IC - 岡山IC           | 馬屋トンネル       | 1,115 m  | 1,091 m  |
| 山陽IC - 岡山IC           | 牟佐トンネル       | 1,354 m  | 1,327 m  |
| 山陽IC - 岡山IC           | 宗谷山トンネル     | 1,294 m  | 1,323 m  |
| 山陽IC - 岡山IC           | 笠井山トンネル     | 3,197 m  | 3,181 m  |
| 吉備SA/SIC - 岡山JCT      | 城山トンネル       | 317 m    | 245 m    |
| 吉備SA/SIC - 岡山JCT      | 名越山トンネル     | 1,035 m  | 1,092 m  |
| 吉備SA/SIC - 岡山JCT      | 鼓山トンネル       | 563 m    | 609 m    |
| 岡山JCT - 倉敷JCT         | 二子トンネル       | 758 m    | 804 m    |
| 倉敷IC - 玉島IC           | 酒津トンネル       | 412 m    | 392 m    |
| 倉敷IC - 玉島IC           | 水江トンネル       | 782 m    | 813 m    |
| 道口PA - 鴨方IC           | 阿坂トンネル       | 1,432 m  | 1,444 m  |
| 福山東IC - 福山SA/SIC     | 郷分トンネル       | 869 m    | 828 m    |
| 福山東IC - 福山SA/SIC     | 山手トンネル       | 1,981 m  | 1,958 m  |
| 福山SA/SIC - 福山西IC     | 赤坂トンネル       | 1,521 m  | 1,529 m  |
| 福山SA/SIC - 福山西IC     | 神村トンネル       | 1,684 m  | 1,688 m  |
| 福山西IC - 尾道JCT        | 美ノ郷トンネル     | 610 m    | 640 m    |
| 尾道IC - 八幡PA           | 大羽谷トンネル     | 1,567 m  | 1,533 m  |
| 本郷IC - 河内IC           | 本郷トンネル       | 872 m    | 892 m    |
| 本郷IC - 河内IC           | 日山地トンネル     | 698 m    | 719 m    |
| 本郷IC - 河内IC           | 本谷トンネル       | 247 m    | 301 m    |
| 本郷IC - 河内IC           | 竹原トンネル       | 1,431 m  | 1,384 m  |
| 本郷IC - 河内IC           | 入野トンネル       | 1,673 m  | 1,723 m  |
| 西条IC - 志和IC           | 西条トンネル       | 1,066 m  | 1,100 m  |
| 西条IC - 志和IC           | 米満トンネル       | 313 m    | 309 m    |
| 西条IC - 志和IC           | 八本松トンネル     | 857 m    | 844 m    |
| 西条IC - 志和IC           | 椛坂高架橋         | 224 m    | 224 m    |
| 奥屋PA - 広島東IC         | 志和トンネル       | 2,213 m  | 2,110 m  |
| 広島東IC - 広島IC         | 安芸トンネル       | 1,687 m  | 1,643 m  |
| 広島IC - 沼田PA/SIC       | 武田山トンネル     | 1,842 m  | 1,778 m  |
| 五日市IC - 宮島SA/SIC     | 石内トンネル       | 517 m    | 523 m    |
| 五日市IC - 宮島SA/SIC     | 五日市トンネル     | 765 m    | 747 m    |
| 大竹IC - 岩国IC           | 御園トンネル       | 564 m    | 555 m    |
| 大竹IC - 岩国IC           | 小瀬トンネル       | 1,364 m  | 1,382 m  |
| 大竹IC - 岩国IC           | 関戸トンネル       | 3,325 m  | 3,217 m  |
| 岩国IC - 玖珂PA           | 城山トンネル       | 765 m    | 752 m    |
| 岩国IC - 玖珂PA           | 御庄トンネル       | 565 m    | 558 m    |
| 岩国IC - 玖珂PA           | 神之内トンネル     | 203 m    | 189 m    |
| 岩国IC - 玖珂PA           | 近延トンネル       | 1,430 m  | 1,334 m  |
| 岩国IC - 玖珂PA           | 欽明路トンネル     | 1,025 m  | 1,042 m  |
| 玖珂IC - 熊毛IC           | 竜ヶ岳トンネル     | 2,303 m  | 2,315 m  |
| 下松SA - 徳山東IC         | 生野屋第一トンネル | 421 m    | 376 m    |
| 下松SA - 徳山東IC         | 生野屋第二トンネル | 417 m    | 393 m    |
| 下松SA - 徳山東IC         | 生野屋第三トンネル | 282 m    | 230 m    |
| 下松SA - 徳山東IC         | 生野屋第四トンネル | 143 m    | 91 m     |
| 下松SA - 徳山東IC         | 生野屋第五トンネル | 397 m    | 393 m    |
| 下松SA - 徳山東IC         | 耳取トンネル       | 67 m     | 72 m     |
| 徳山東IC - 徳山西IC       | 平原トンネル       | 406 m    | 403 m    |
| 徳山東IC - 徳山西IC       | 上馬屋トンネル     | 674 m    | 675 m    |
| 徳山東IC - 徳山西IC       | 金剛山トンネル     | 2,206 m  | 2,201 m  |
| 徳山東IC - 徳山西IC       | 桜谷トンネル       | 857 m    | 811 m    |
| 徳山東IC - 徳山西IC       | 富岡トンネル       | 2,015 m  | 1,855 m  |
| 徳山東IC - 徳山西IC       | 嶽山トンネル       | 1,582 m  | 1,602 m  |
| 徳山東IC - 徳山西IC       | 若山トンネル       | 152 m    | 152 m    |
| 徳山東IC - 徳山西IC       | 中村トンネル       | 1,232 m  | 1,269 m  |
| 徳山東IC - 徳山西IC       | 戸田トンネル       | 405 m    | 402 m    |
| 徳山西IC - 富海PA         | 椿トンネル         | 1,145 m  | 1,188 m  |
| 富海PA - 防府東IC         | 富海トンネル       | 319 m    | 327 m    |
| 富海PA - 防府東IC         | 大平山トンネル     | 1,737 m  | 1,797 m  |
| 富海PA - 防府東IC         | 天神山トンネル     | 1,805 m  | 1,803 m  |
| 佐波川SA - 山口南IC       | 花ヶ岳トンネル     | 966 m    | 1,026 m  |
| 山口南IC - 山口JCT        | 黒河内山トンネル   | 2,705 m  | 2,693 m  |

#### 木見支線
| 区間               | 構造物名         | 長さ    | 長さ    |
| 区間               | 構造物名         | 上り線  | 下り線  |
| ------------------ | ---------------- | ------- | ------- |
| 三木JCT - 神戸西IC | 戸田トンネル     | 149 m   | 258 m   |
| 三木JCT - 神戸西IC | 三津田トンネル   | 360 m   | 347 m   |
| 三木JCT - 神戸西IC | 丹生山トンネル   | 746 m   | 740 m   |
| 三木JCT - 神戸西IC | シブレ山トンネル | 2,513 m | 2,499 m |

#### 早島支線
| 区間             | 構造物名     | 長さ   | 長さ   |
| 区間             | 構造物名     | 上り線 | 下り線 |
| ---------------- | ------------ | ------ | ------ |
| 倉敷JCT - 早島IC | 中庄トンネル | 90 m   | 71 m   |
| 倉敷JCT - 早島IC | 金田トンネル | 478 m  | 440 m  |

#### 宇部下関線
| 区間              | 構造物名         | 長さ    |
| 区間              | 構造物名         | 上下線  |
| ----------------- | ---------------- | ------- |
| 宇部IC - 小野田IC | 霜降山トンネル   | 1,282 m |
| 宇部IC - 小野田IC | 菩提寺山トンネル | 270 m   |
| 宇部IC - 小野田IC | 有帆トンネル     | 347 m   |

### トンネルの数
| 区間                      | 上り線 | 下り線 |
| ------------------------- | ------ | ------ |
| 神戸JCT - 三木東IC        | 0      | 0      |
| 三木東IC - 三木SA         | 1      | 1      |
| 三木SA - 権現湖PA         | 0      | 0      |
| 権現湖PA - 加古川北IC     | 2      | 2      |
| 加古川北IC - 山陽姫路東IC | 2      | 2      |
| 山陽姫路東IC - 白鳥PA     | 7      | 8      |
| 白鳥PA - 山陽姫路西IC     | 0      | 0      |
| 山陽姫路西IC - 龍野IC     | 4      | 4      |
| 龍野IC - 播磨JCT          | 0      | 0      |
| 播磨JCT - 赤穂IC          | 5      | 5      |
| 赤穂IC - 備前IC           | 0      | 0      |
| 備前IC - 和気IC           | 2      | 2      |
| 和気IC - 瀬戸PA           | 5      | 5      |
| 瀬戸PA - 山陽IC           | 2      | 2      |
| 山陽IC - 岡山IC           | 4      | 4      |
| 岡山IC - 吉備SA           | 0      | 0      |
| 吉備SA - 岡山JCT          | 3      | 3      |
| 岡山JCT - 倉敷JCT         | 1      | 1      |
| 倉敷JCT - 倉敷IC          | 0      | 0      |
| 倉敷IC - 玉島IC           | 2      | 2      |
| 玉島IC - 道口PA           | 0      | 0      |
| 道口PA - 鴨方IC           | 1      | 1      |
| 鴨方IC - 福山東IC         | 0      | 0      |
| 福山東IC - 福山SA/SIC     | 4      | 4      |
| 福山SA/SIC - 福山西IC     | 2      | 2      |
| 福山西IC - 尾道JCT        | 1      | 1      |
| 尾道JCT - 尾道IC          | 0      | 0      |
| 尾道IC - 八幡PA           | 1      | 1      |
| 八幡PA - 本郷IC           | 0      | 0      |
| 本郷IC - 河内IC           | 5      | 5      |
| 河内IC - 西条IC           | 0      | 0      |
| 西条IC - 志和IC           | 3      | 3      |
| 志和IC - 奥屋PA           | 0      | 0      |
| 奥屋PA - 広島東IC         | 1      | 1      |
| 広島東IC - 広島IC         | 1      | 1      |
| 広島IC - 沼田PA/SIC       | 1      | 1      |
| 沼田PA/SIC - 五日市IC     | 0      | 0      |
| 五日市IC - 宮島SA         | 3      | 3      |
| 宮島SA - 大野IC           | 0      | 0      |
| 大野IC - 大竹IC           | 2      | 2      |
| 大竹IC - 岩国IC           | 3      | 3      |
| 岩国IC - 玖珂PA           | 5      | 5      |
| 玖珂PA - 玖珂IC           | 0      | 0      |
| 玖珂IC - 熊毛IC           | 1      | 1      |
| 熊毛IC - 下松SA           | 0      | 0      |
| 下松SA - 徳山東IC         | 6      | 6      |
| 徳山東IC - 徳山西IC       | 9      | 9      |
| 徳山西IC - 富海PA         | 1      | 1      |
| 富海PA - 防府東IC         | 3      | 3      |
| 防府東IC - 佐波川SA       | 0      | 0      |
| 佐波川SA - 山口南IC       | 1      | 1      |
| 山口南IC - 山口JCT        | 1      | 1      |
| 本線合計                  | 95     | 96     |
| 三木JCT - 神戸西IC        | 4      | 4      |
| 倉敷JCT - 早島IC          | 2      | 2      |
| 宇部JCT - 宇部IC          | 0      | 0      |
| 宇部IC - 小野田IC         | 3      | 3      |
| 小野田IC - 下関JCT        | 0      | 0      |
| 支線合計                  | 9      | 9      |
| 合計                      | 104    | 105    |

### 道路管理者
2005年（平成17年）10月の道路公団民営化後は全区間が西日本高速道路の管轄となっており、備前ICを境に東側を関西支社が、西側を中国支社が管轄している。
- 西日本高速道路株式会社
  - 関西支社
    - 神戸管理事務所 : 神戸JCT - 三木小野IC、三木JCT - 神戸西IC（木見支線）
    - 姫路高速道路事務所 : 三木小野IC - 備前IC

  - 中国支社
    - 岡山高速道路事務所 : 備前IC - 笠岡IC、倉敷JCT - 早島IC（倉敷早島支線）
    - 福山高速道路事務所 : 笠岡IC - 河内IC
    - 広島高速道路事務所 : 河内IC - 岩国IC
    - 周南高速道路事務所 : 岩国IC - 山口南IC
    - 山口高速道路事務所 : 山口南IC - 山口JCT、宇部JCT - 下関JCT（宇部下関線）

#### ハイウェイラジオ
- 淡河（神戸北IC - 三木東IC）
- 三木（三木東IC - 三木小野IC）
- 龍野　(龍野IC-龍野西SA)
- 相生（相生BS - 赤穂IC）
- 山陽（瀬戸PA - 山陽IC）
- 鴨方（鴨方IC - 笠岡IC）
- 志和（西条IC - 志和IC）
- 廿日市（宮島SA - 廿日市JCT）

### 交通量

#### 本線
24時間交通量（台）　道路交通センサス
| 区間                        | 平成11（1999）年度 | 平成17（2005）年度 | 平成22（2010）年度 | 平成27（2015）年度 | 令和3（2021）年度 |
| --------------------------- | ------------------ | ------------------ | ------------------ | ------------------ | ----------------- |
| 神戸JCT - 神戸北IC          | 41,712             | 35,942             | 47,598             | 45,625             | 52,692            |
| 神戸北IC - 三木JCT          | 42,381             | 37,284             | 49,492             | 48,442             | 53,006            |
| 三木JCT - 三木東IC          | 40,651             | 37,181             | 48,955             | 48,978             | 50,775            |
| 三木東IC - 三木小野IC       | 37,949             | 34,683             | 46,279             | 46,578             | 47,456            |
| 三木小野IC - 加古川北IC     | 33,241             | 30,491             | 41,733             | 41,849             | 42,056            |
| 加古川北IC - 山陽姫路東IC   | 33,358             | 30,505             | 41,024             | 41,433             | 41,380            |
| 山陽姫路東IC - 山陽姫路西IC | 32,683             | 28,882             | 38,394             | 39,636             | 38,727            |
| 山陽姫路西IC - 龍野IC       | 33,972             | 30,023             | 38,664             | 41,204             | 39,245            |
| 龍野IC - 龍野西IC           | 33,849             | 30,681             | 38,916             | 41,885             | 39,841            |
| 龍野西IC - 播磨JCT          | 34,468             | 30,648             | 38,107             | 41,401             | 39,151            |
| 播磨JCT - 赤穂IC            | 34,468             | 29,912             | 37,141             | 40,488             | 38,313            |
| 赤穂IC - 備前IC             | 31,580             | 26,984             | 33,725             | 37,234             | 35,273            |
| 備前IC - 和気IC             | 28,697             | 23,798             | 30,430             | 34,160             | 32,328            |
| 和気IC - 山陽IC             | 29,620             | 24,524             | 31,253             | 34,774             | 32,864            |
| 山陽IC - 岡山IC             | 31,157             | 26,964             | 34,159             | 37,652             | 36,248            |
| 岡山IC - 吉備SASIC          | 36,924             | 34,297             | 43,608             | 46,985             | 43,804            |
| 吉備SASIC - 岡山JCT         | 36,924             | 34,437             | 44,249             | 47,823             | 44,831            |
| 岡山JCT - 倉敷JCT           | 37,460             | 34,498             | 44,971             | 47,640             | 44,675            |
| 倉敷JCT - 倉敷IC            | 35388              | 35,141             | 43,114             | 45,230             | 41,830            |
| 倉敷IC - 玉島IC             | 35,104             | 35,448             | 42,581             | 45,139             | 41,237            |
| 玉島IC - 鴨方IC             | 37,038             | 37,199             | 43,549             | 47,000             | 43,029            |
| 鴨方IC - 笠岡IC             | 35,768             | 35,929             | 42,130             | 46,138             | 42,760            |
| 笠岡IC - 福山東IC           | 34,093             | 33,826             | 39,490             | 43,659             | 40,596            |
| 福山東IC - 福山SASIC        | 32,948             | 32,279             | 37,984             | 42,289             | 38,811            |
| 福山SASIC - 福山西IC        | 32,948             | 32,279             | 37,984             | 42,289             | 40,297            |
| 福山西IC - 尾道JCT          | 30,204             | 30,596             | 36,947             | 43,039             | 39,681            |
| 尾道JCT - 尾道IC            | 30,204             | 30,596             | 36,947             | 43,039             | 36,389            |
| 尾道IC - 三原久井IC         | 30,954             | 31,294             | 37,496             | 40,299             | 36,756            |
| 三原久井IC - 本郷IC         | 32,157             | 32,561             | 38,526             | 40,898             | 37,295            |
| 本郷IC - 河内IC             | 31,924             | 32,750             | 39,360             | 41,579             | 38,441            |
| 河内IC - 高屋JCT            | 35,985             | 36,616             | 43,497             | 46,478             | 42,318            |
| 高屋JCT - 西条IC            | 35,985             | 36,616             | 41,697             | 43,719             | 39,919            |
| 西条IC - 志和IC             | 40,378             | 39,419             | 45,475             | 47,315             | 44,372            |
| 志和IC - 広島東IC           | 50,700             | 52,625             | 60,527             | 62,022             | 59,785            |
| 広島東IC - 広島IC           | 44,524             | 45,376             | 51,558             | 50,804             | 50,312            |
| 広島IC - 沼田PASIC          | 41,358             | 38,083             | 45,316             | 45,090             | 44,646            |
| 沼田PASIC - 広島JCT         | 41,358             | 38,083             | 45,316             | 45,090             | 43,827            |
| 広島JCT - 五日市IC          | 27,282             | 31,425             | 43,552             | 44,306             | 41,659            |
| 五日市IC - 宮島SASIC        | 27,282             | 18,126             | 32,141             | 34,083             | 32,263            |
| 宮島SASIC - 廿日市JCT       | 27,282             | 18,126             | 29,823             | 31,077             | 28,586            |
| 廿日市IC - 廿日市JCT        | 13,434             | 12,661             | 13,450             | 16,190             | 14,342            |
| 廿日市JCT - 大野IC          | 29,170             | 19,025             | 33,789             | 39,815             | 37,870            |
| 大野IC - 大竹IC             | 29,429             | 19,205             | 33,878             | 39,513             | 37,104            |
| 大竹IC - 岩国IC             | 27,254             | 15,085             | 29,308             | 32,901             | 30,949            |
| 岩国IC - 玖珂IC             | 25,219             | ※                  | 28,528             | 31,748             | 29,671            |
| 玖珂IC - 熊毛IC             | 24,638             | 11,618             | 27,645             | 30,804             | 28,797            |
| 熊毛IC - 徳山東IC           | 25,736             | 14,043             | 28,236             | 31,345             | 29,568            |
| 徳山東IC - 徳山西IC         | 25,412             | 16,236             | 29,327             | 31,901             | 30,527            |
| 徳山西IC - 防府東IC         | 28,137             | 19,309             | 32,100             | 33,796             | 32,319            |
| 防府東IC - 防府西IC         | 20,767             | 12,878             | 24,449             | 26,912             | 26,269            |
| 防府西IC - 山口南IC         | 23,164             | 15,345             | 27,298             | 29,889             | 29,093            |
| 山口南IC - 山口JCT          | 17,531             | 09,156             | 19,842             | 22,634             | 20,812            |

（出典：「道路に関するデータ　道路・街路交通情勢調査（道路交通センサス）平成11年度調査結果」（兵庫県ホームページ）・「中国地方の平成17年度道路交通センサス断面交通量」（中国地方整備局ホームページ）・「平成22年度道路交通センサス」・「平成27年度全国道路・街路交通情勢調査」・「令和3年度全国道路・街路交通情勢調査」（国土交通省ホームページ）より一部データを抜粋して作成）
※平成17年度の岩国IC - 玖珂IC間は調査当時、土砂崩れにより長期通行止めだったためデータなし。
また、この関係で広島JCT - 山口JCTの区間を中心に大幅に交通量が少なくなっている。
- 令和2年度に実施予定だった交通量調査は、新型コロナウイルスの影響で延期された[83]。

#### 木見支線
24時間交通量（台） 道路交通センサス
| 区間               | 平成11（1999）年度 | 平成17（2005）年度 | 平成22（2010）年度 | 平成27（2015）年度 | 令和3（2021）年度 |
| ------------------ | ------------------ | ------------------ | ------------------ | ------------------ | ----------------- |
| 三木JCT - 神戸西IC | 08,830             | 08,183             | 11,781             | 12,204             | 15,741            |

（出典：「道路に関するデータ　道路・街路交通情勢調査（道路交通センサス）平成11年度調査結果」（兵庫県ホームページ）・「中国地方の平成17年度道路交通センサス断面交通量」（中国地方整備局ホームページ）・「平成22年度道路交通センサス」・「平成27年度全国道路街路交通情勢調査」・「令和3年度全国道路・街路交通情勢調査」（国土交通省ホームページ）より一部データを抜粋して作成）
- 令和2年度に実施予定だった交通量調査は、新型コロナウイルスの影響で延期された[83]。

#### 倉敷早島支線
24時間交通量（台） 道路交通センサス
| 区間             | 平成11（1999）年度 | 平成17（2005）年度 | 平成22（2010）年度 | 平成27（2015）年度 | 令和3（2021）年度 |
| ---------------- | ------------------ | ------------------ | ------------------ | ------------------ | ----------------- |
| 倉敷JCT - 早島IC | 21,532             | 22,101             | 28,073             | 29,188             | 23,759            |

（出典：「中国地方の平成17年度道路交通センサス断面交通量」（中国地方整備局ホームページ）・「平成22年度道路交通センサス」・「平成27年度全国道路・街路交通情勢調査」・「令和3年度全国道路・街路交通情勢調査」（国土交通省ホームページ）より一部データを抜粋して作成）
- 令和2年度に実施予定だった交通量調査は、新型コロナウイルスの影響で延期された[83]。

#### 宇部下関線
24時間交通量（台） 道路交通センサス
| 区間              | 平成11（1999）年度 | 平成17（2005）年度 | 平成22（2010）年度 | 平成27（2015）年度 | 令和3（2021）年度 |
| ----------------- | ------------------ | ------------------ | ------------------ | ------------------ | ----------------- |
| 宇部JCT - 宇部IC  | 調査当時未開通     | 4,443              | 5,520              | 6,952              | 6,189             |
| 宇部IC - 小野田IC | 調査当時未開通     | 5,263              | 5,652              | 6,639              | 6,180             |
| 小野田IC - 埴生IC | 調査当時未開通     | 5,453              | 5,681              | 6,531              | 6,060             |
| 埴生IC - 下関JCT  | 調査当時未開通     | 6,028              | 6,161              | 6,484              | 5,722             |

（出典：「中国地方の平成17年度道路交通センサス断面交通量」（中国地方整備局ホームページ）・「平成22年度道路交通センサス」・「平成27年度全国道路・街路交通情勢調査」・「令和3年度全国道路・街路交通情勢調査」（国土交通省ホームページ）より一部データを抜粋して作成）
- 令和2年度に実施予定だった交通量調査は、新型コロナウイルスの影響で延期された[83]。

2002年度 区間別日平均交通量
- 神戸JCT - 廿日市JCT・三木JCT - 神戸西本線料金所・岡山総社 - 岡山JCT・倉敷JCT - 早島本線料金所（平均）: 33,920台（前年度比99.0%）
- 大竹JCT - 山口JCT（平均）: 25,201台（前年度比98.9%）
- 宇部JCT - 下関JCT（平均）: 4,720台（前年度比100.0%）
- 総交通量（通行台数）
  - 年間: 7060万5319台（前年度比98.3%）
  - 日平均: 19万3439台

## 地理

### 通過する自治体
本線（神戸JCT - 廿日市JCT）
- 兵庫県
  - 神戸市（北区）- 三木市 - 小野市 - 三木市 - 小野市 - 三木市 - 小野市 - 加古川市 - 姫路市 - たつの市 - 相生市 - 赤穂市
- 岡山県
  - 備前市 - 和気郡和気町 - 赤磐市 - 岡山市（東区） - 赤磐市 - 岡山市（北区） - 倉敷市 - 浅口市 - 浅口郡里庄町 - 浅口市 - 笠岡市
- 広島県
  - 福山市 - 尾道市 - 三原市 - 竹原市 - 東広島市 - 広島市（安佐北区 - 東区 - 安佐南区 - 佐伯区） - 廿日市市

本線（大竹JCT - 山口JCT）
- 広島県
  - 大竹市
- 山口県
  - 岩国市 - 周南市 - 光市 - 周南市 - 下松市 - 周南市 - 防府市 - 山口市

木見支線（三木JCT - 神戸西IC）
- 兵庫県
  - 三木市 - 神戸市（北区） - 三木市 - 神戸市（北区 - 西区）

倉敷早島支線（倉敷JCT - 早島IC）
- 岡山県
  - 倉敷市 - 都窪郡早島町

宇部下関線（宇部JCT - 下関JCT）
- 山口県
  - 宇部市 - 山陽小野田市 - 下関市

### 接続する高速道路
- E1A 新名神高速道路（神戸JCTで直結）
- E2A 中国自動車道（神戸JCTで接続）
- E28 神戸淡路鳴門自動車道（神戸西ICで接続）（木見支線）
- E95 播但連絡道路（山陽姫路東ICで接続）
- E29 播磨自動車道（播磨JCTで接続）
- E73 岡山自動車道（岡山JCTで接続）
- E30 瀬戸中央自動車道（早島ICで接続）（倉敷早島支線）
- E76 尾道福山自動車道（福山西ICで接続）
- E54 尾道自動車道（尾道JCTで接続）
- E75 東広島呉自動車道（高屋JCTで接続）
- 広島高速1号線（広島東ICで接続）
- E74 広島自動車道（広島JCTで接続）
- E2 広島岩国道路（廿日市JCTで接続）
- E2 広島岩国道路（大竹JCTで直結）
- E2 小郡道路（山口南ICで接続）
- E2A 中国自動車道（山口JCTで接続）
- E2 山口宇部道路（宇部JCTで接続）（宇部下関線）
- E2A 中国自動車道（下関JCTで接続）（宇部下関線）